# Ponte Pivničnyj
Il Ponte Pivnichnyi (in ucraino: Північний міст, ovvero Ponte settentrionale), conosciuto fino al 2018 come Ponte Mosca, è un ponte strallato stradale che attraversa il fiume Dnipro alla periferia settentrionale di Kiev.

## Descrizione
Si tratta di un ponte stradale strallato che attraversa il fiume Dnipro alla periferia settentrionale di Kiev, nei pressi della sua confluenza con il fiume Desna. Il ponte strallato principale, che solca il fiume Dnipro, ha una lunghezza complessiva di 800 metri, mentre l'attiguo ponte che attraversa la Desna misura 732 metri. Il pilone del ponte strallato è collocato sull'Isola Truchaniv.

## Storia
Il ponte è stato costruito durante gli anni '70 del XX Secolo e intitolato alla città di Mosca, capitale dell'Unione Sovietica e in seguito della Federazione russa. A seguito delle proteste di Euromaidan e del difficile processo di avvicinamento dell'Ucraina all'Europa Occidentale, la Mis'ka Rada di Kiev ha rinominato il collegamento con il suo attuale nome di ponte settentrionale (in ucraino Pivnichnyi). In questo contesto, durante la seconda metà degli anni '10 del XXI Secolo la città di Kiev ha visto la ridenominazione di molti spazi pubblici (come strade e stazioni della metropolitana) che richiamavano al suo legame con la Russia o con l'Unione Sovietica.

## Galleria d'immagini

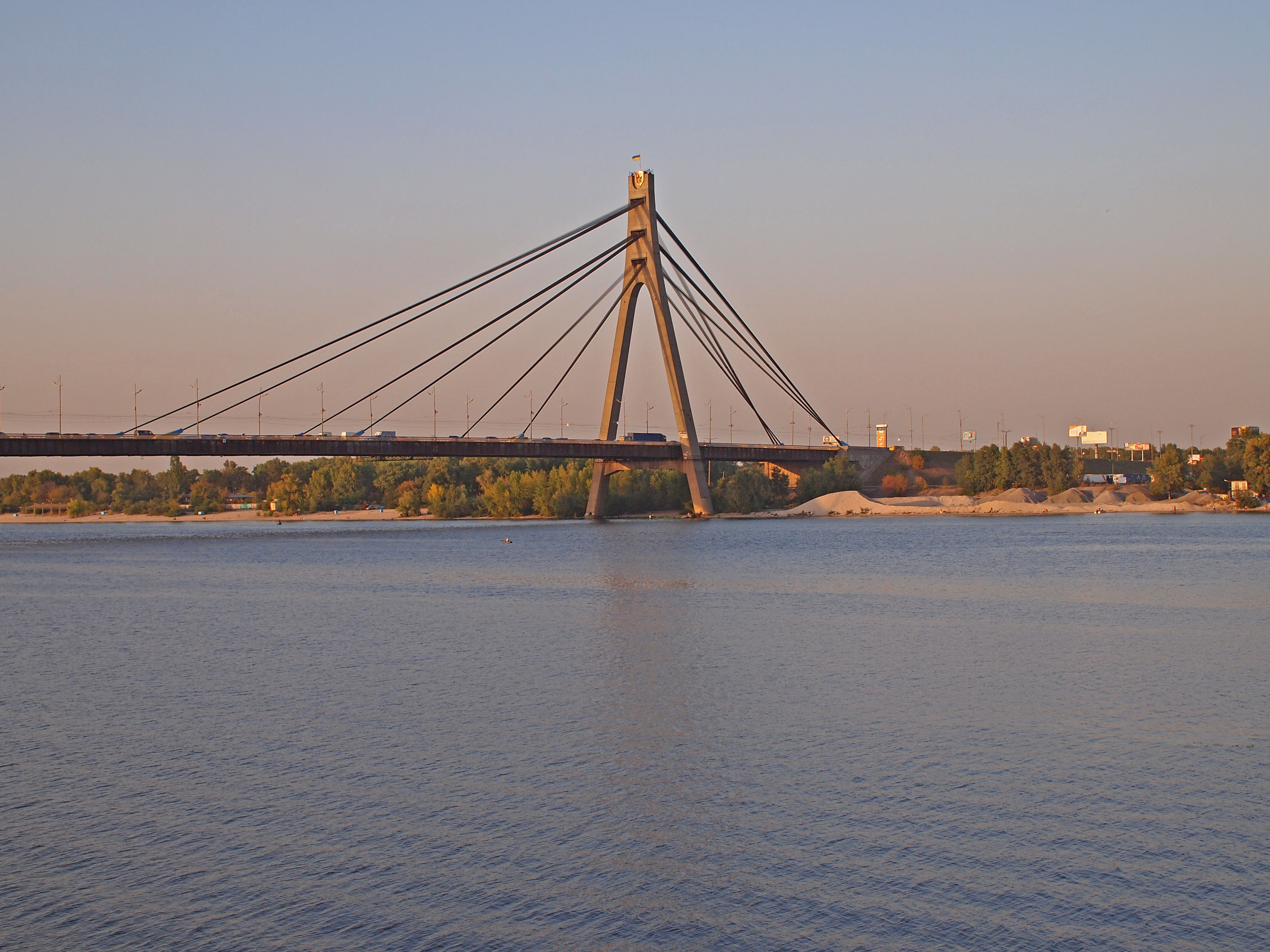
Veduta del ponte dal fiume Dnepr
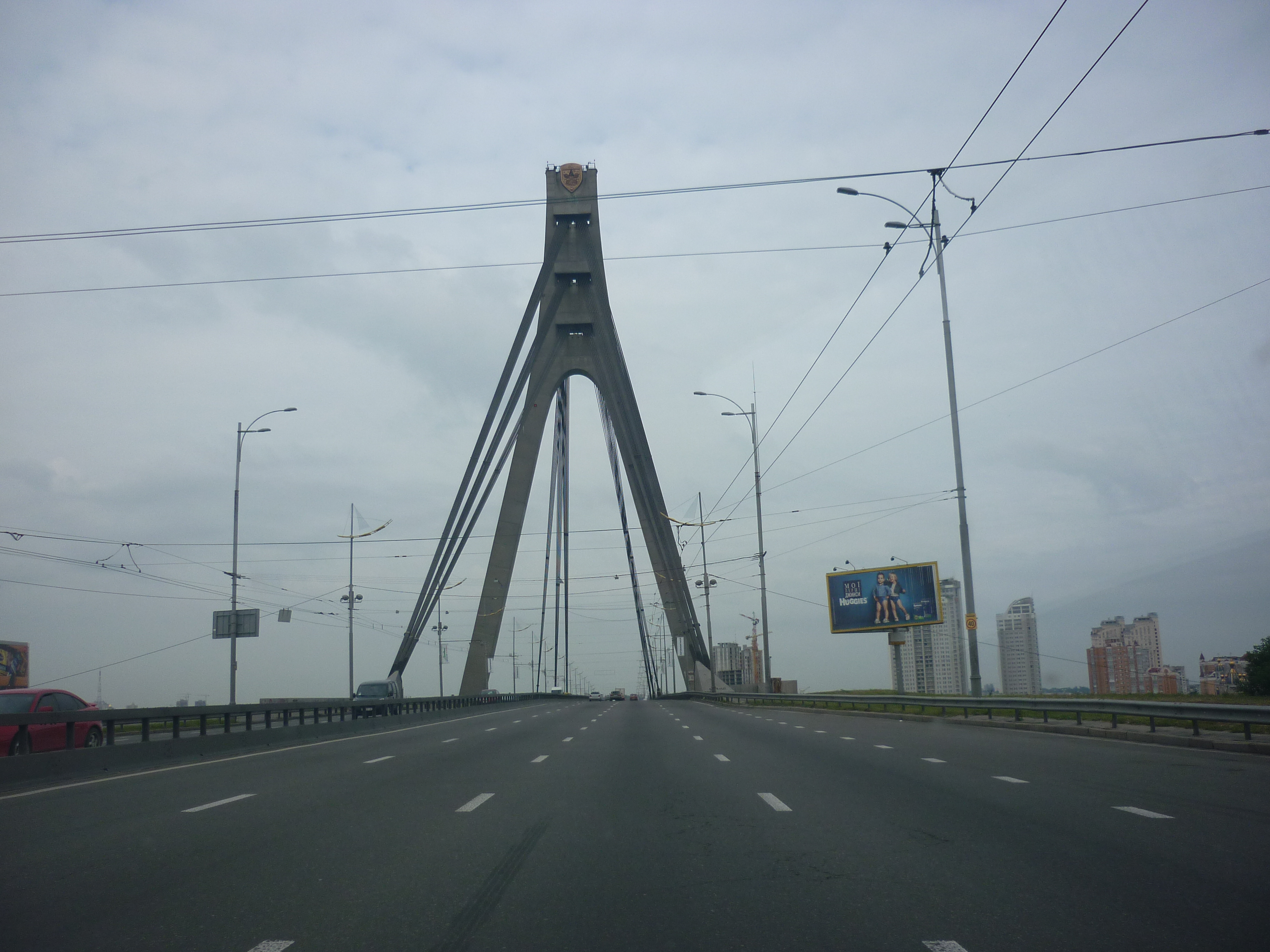
Veduta del piano stradale del ponte
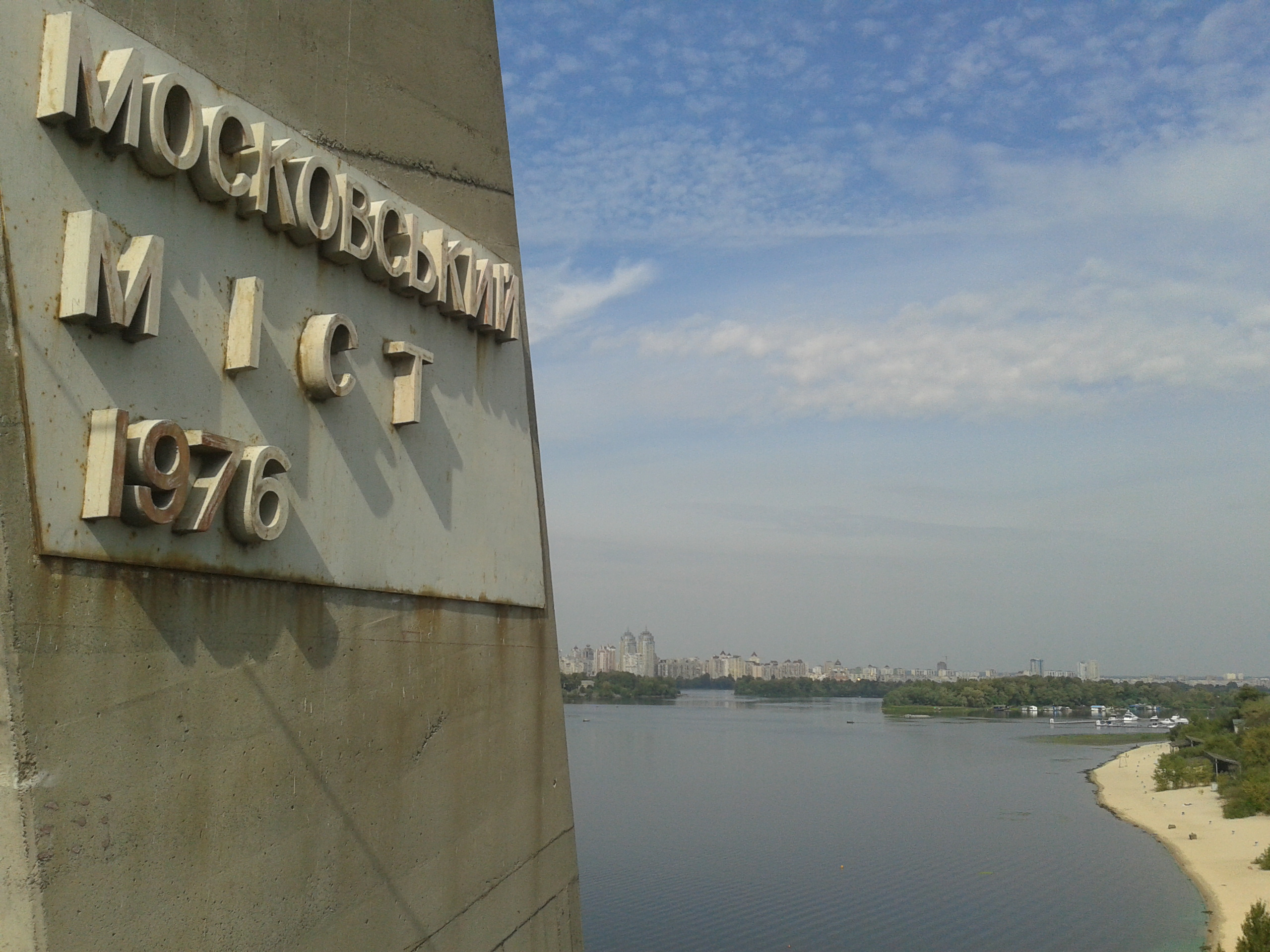
La placca originale di intitolazione del ponte nel 2014, prima della sua ridenominazione
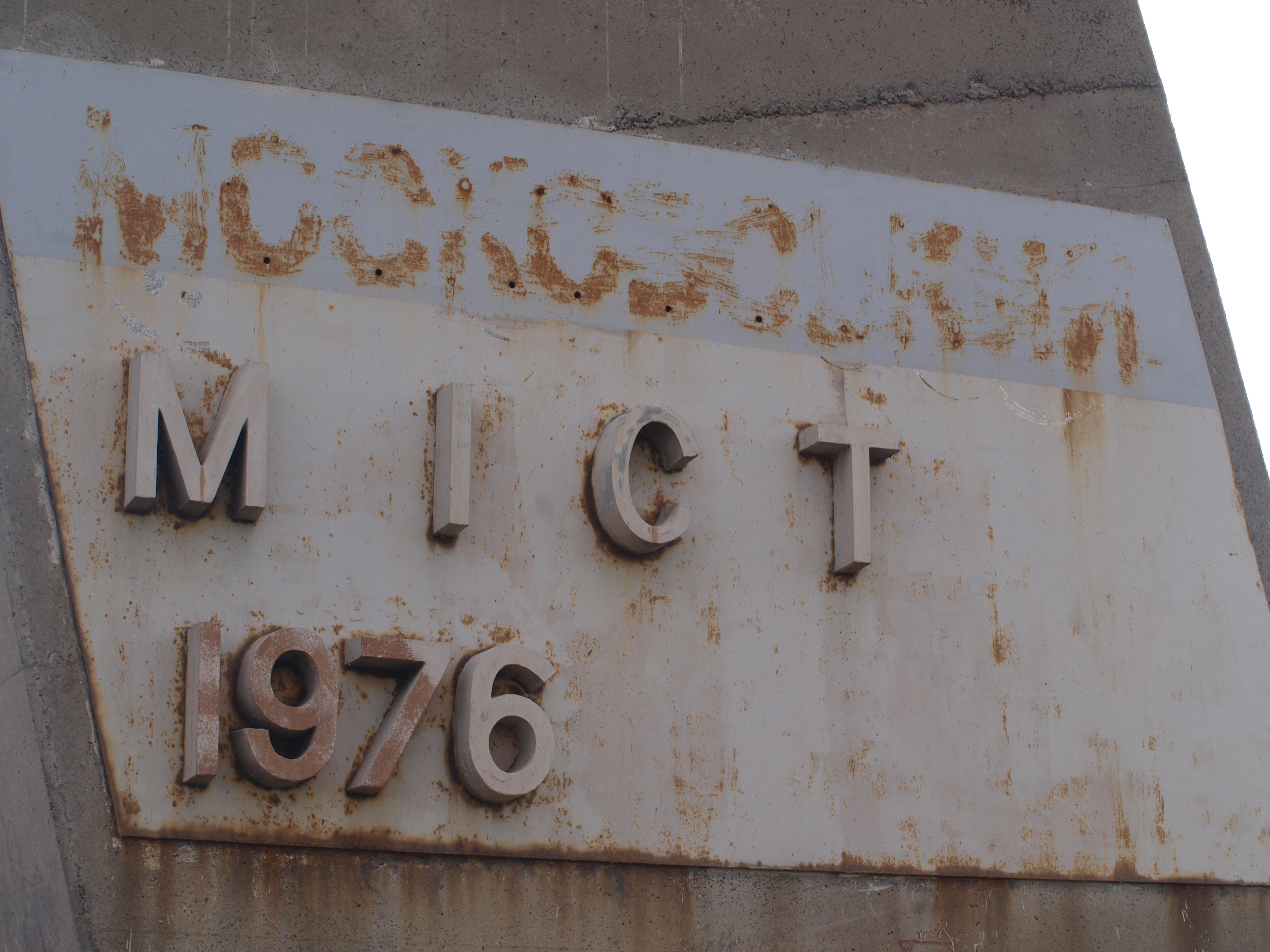
2019. La denominazione del ponte abrasa dalla prima placca
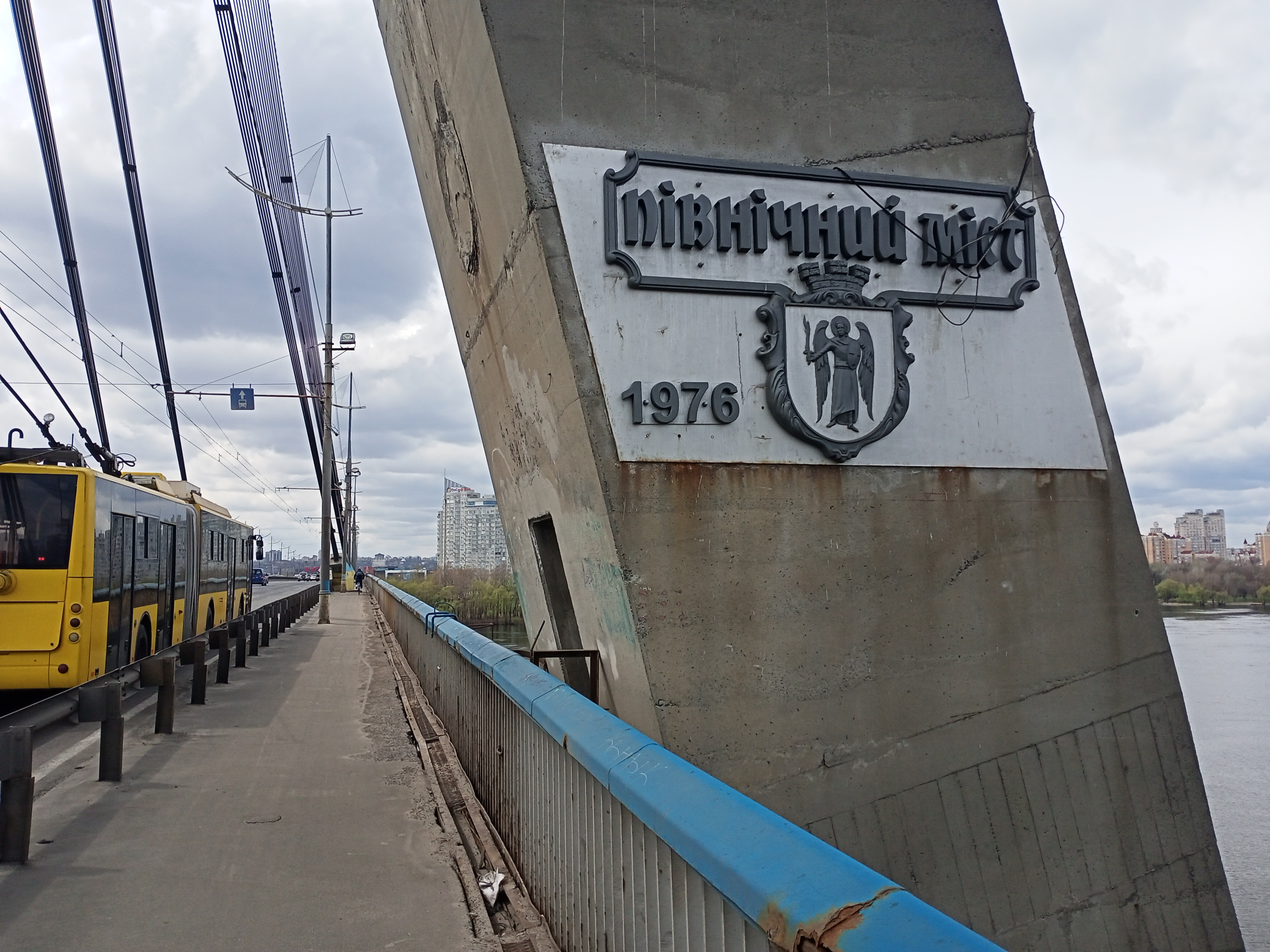
La nuova placca di intitolazione del ponte. Foto del 2021
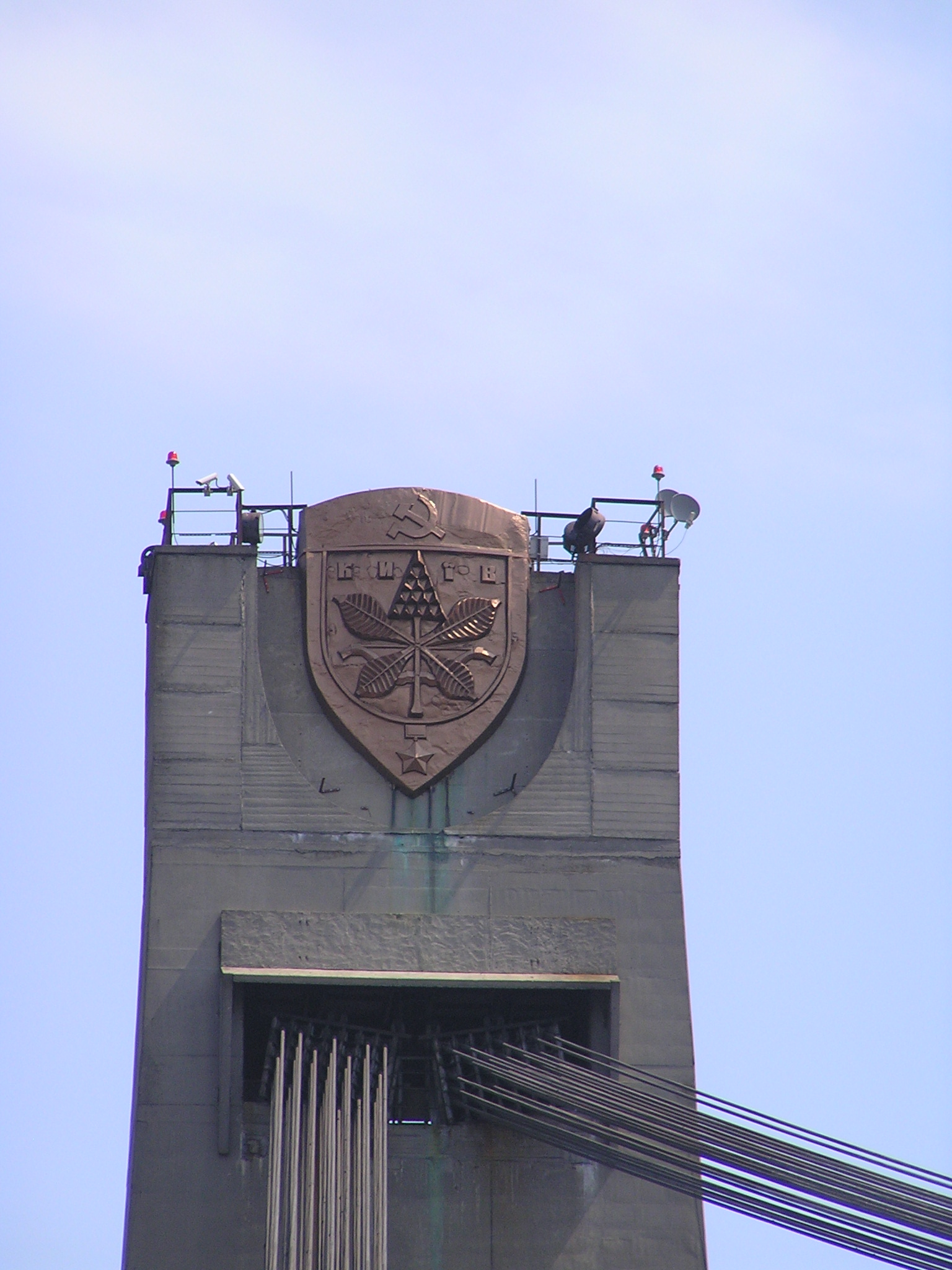
Lo stemma di Kiev in età sovietica alla sommità del pilone